# Пламенець Родіон Степанович
Родіо́н Степа́нович Пламене́ць (? — ?) — Гадяцький полковник (1779—1781), бригадир, серб за національністю.

## З життєпису
1780 року у Вишняках почав будувати садибний будинок, у якому згодом, за переказами, відпочивав Тарас Шевченко.
Займався благодійністю; фундував муровані церкви
- одноверха, хрещата в плані Троїцька (1805 за кліровою книжкою, 1794 за В. Січинським), Вишняки біля Хорола
- Святодухівська (1789) у селі Розбишівка (Гадяччина).

Вдова Пламенця Надія Дем'янівна (до шлюбу Каневська-Оболонська, ?–?), фундувала спорудження мурованої Покровської церкви (1817) у селі Лучки на Гадяччині.